# Changes (Faul & Wad Ad)
Changes is een nummer van het Franse dj-duo Faul & Wad Ad uit 2013. Het nummer bevat een sample van het door een kinderkoor gezongen nummer "Baby" van het Australische electroduo Pnau uit 2007.
In hun thuisland Frankrijk behaalden Faul & Wad Ad de 2e positie met het nummer. Begin 2014 werd het ook een hit in het Nederlandse taalgebied. Het haalde de 15e positie in de Nederlandse Top 40 en de 3e in de Vlaamse Ultratop 50.